# Amestejān
Amestejān (persiska: امستجان) är en ort i Iran.   Den ligger i provinsen Östazarbaijan, i den nordvästra delen av landet, 600 km nordväst om huvudstaden Teheran. Amestejān ligger 1 533 meter över havet och antalet invånare är 368.
Terrängen runt Amestejān är varierad, och sluttar söderut. Runt Amestejān är det ganska tätbefolkat, med 56 invånare per kvadratkilometer. Närmaste större samhälle är Tasūj, 5,7 km sydost om Amestejān. Trakten runt Amestejān består i huvudsak av gräsmarker.